# Holotrichia rubida
Holotrichia rubida är en skalbaggsart som beskrevs av Zhang 1965. Holotrichia rubida ingår i släktet Holotrichia och familjen Melolonthidae. Inga underarter finns listade i Catalogue of Life.